# Iván Vicente
Iván Vicente, né le 10 juin 1979 à Soto del Real (Espagne, province de Madrid), est un matador espagnol.

## Présentation

### Carrière
- Débuts en public : Colmenar Viejo (Espagne, province de Madrid) le 24 juin 1996 aux côtés de Edgar Peña, Jaime Castellanos et Pedro Lázaro. Novillos de la ganadería de las Herederas de Benita Sanz.
- Débuts en novillada avec picadors : Colmenar Viejo le 2 septembre 1998 aux côtés de Jesús Millán et Pedro Lázaro. Novillos de la ganadería de Pablo Mayoral.
- Présentation à Madrid : 14 juillet 2000 aux côtés de José Luis Osuna et Leandro Marcos. Novillos de la ganadería de La Guadamilla.
- Alternative : Soria (Espagne) le 23 juin 2001. Parrain, Miguel Espinosa « Armillita » ; témoin, David Luguillano. Taureaux de la ganadería de Carmen Segovia.
- Confirmation d’alternative à Madrid : 21 avril 2002. Parrain, « Niño de la Taurina » ; témoin, Fernando Robleño. Taureaux de la ganadería du comte de la Maza.